# 五月广场站
五月广场站（西班牙語：Plaza de Mayo），为阿根廷布宜诺斯艾利斯地铁A线的一个地铁站。该站于1913年12月1日开放。五月广场站位于蒙特塞拉特街区五月广场附近。该站客流量较大，因为该地铁站为地铁A线的始发站，而且位于老城区中心。
1997年，五月广场站被列为国家历史纪念地。

## 周邊地區
- 五月廣場
- 阿根廷總統府
- 布宜諾斯艾利斯主教座堂
- 布宜諾斯艾利斯卡比爾多